# 약속한 여자
"약속한 여자"는 1983년에 개봉한 대한민국의 영화이다.

## 캐스팅
- 임동진
- 정윤희
- 최윤석
- 강수연
- 진봉진
- 채은희
- 박암
- 임성포
- 최우정
- 이현정
- 조용래